# NGC 2122

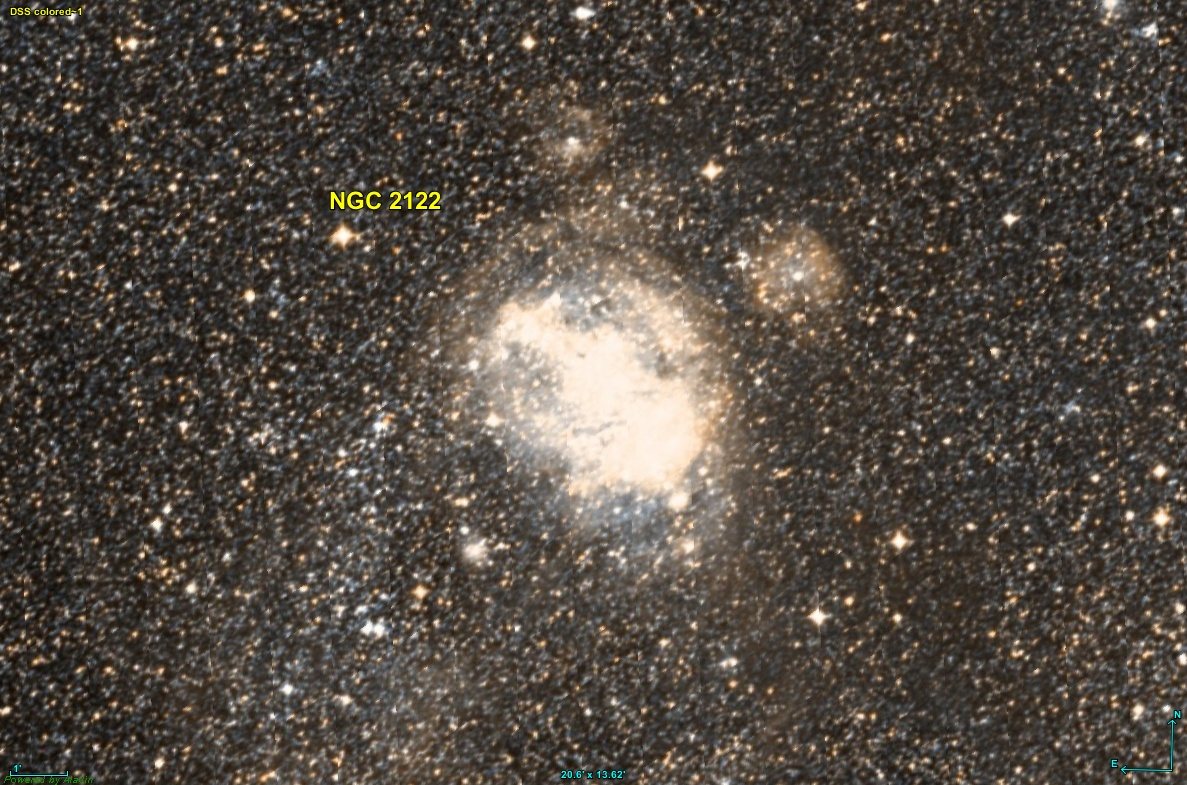
NGC 2122

NGC 2122 是山案座的一個星系。NGC 2122是一个形状不很规则的星系，它基本上呈圆形，但是内部星和星云的分布很不均匀。整体上它相当明亮，向中心其亮度不断增高。其恒星的亮度全部在15等以下。
 维基共享资源上的相關多媒體資源：NGC 2122
- NED – NGC 2122
- SEDS – NGC 2122
- SIMBAD – NGC 2122
- VizieR – NGC 2122